# 옮겨심기

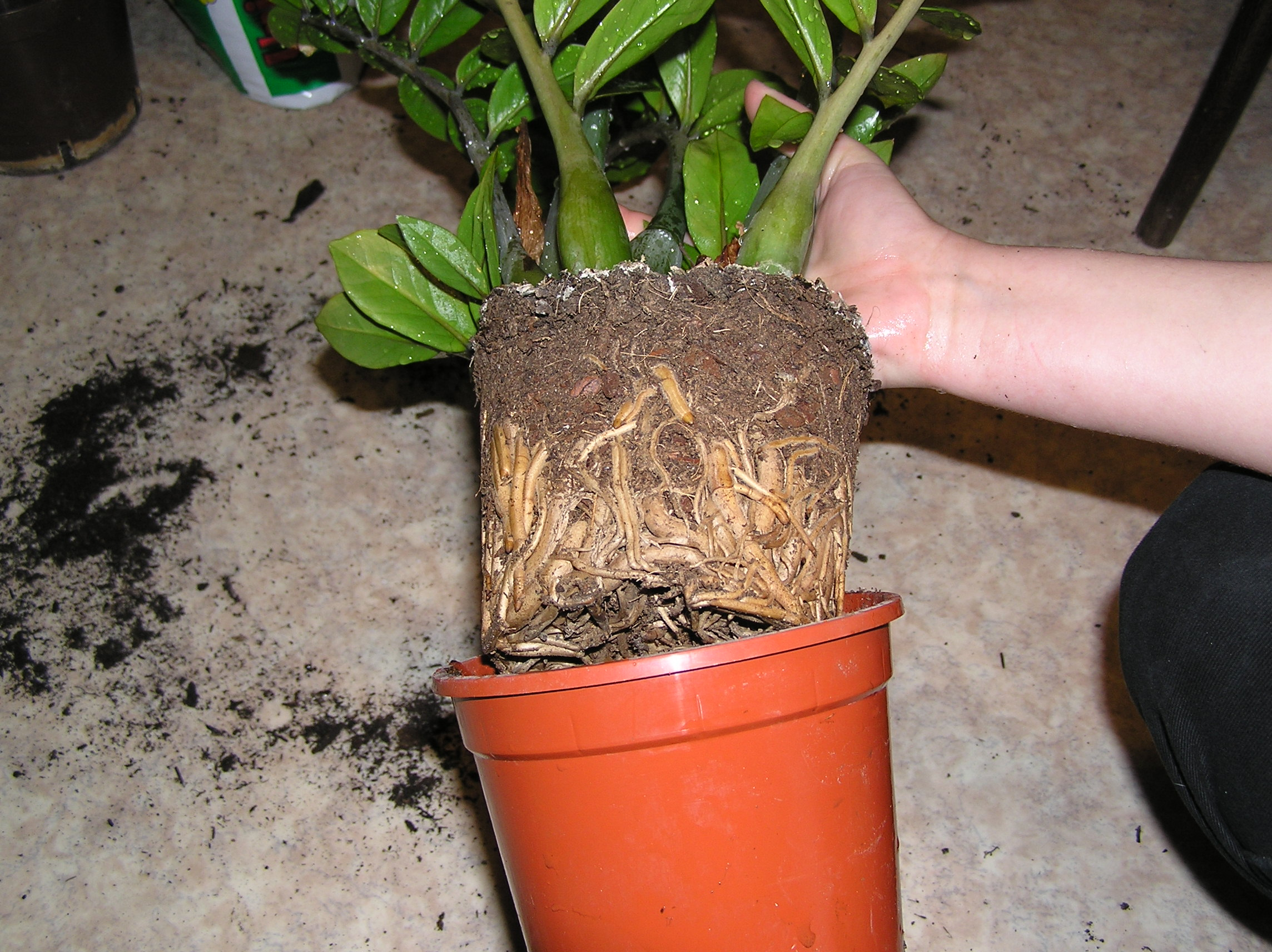

옮겨심기란 식물을 뽑아서 다른 곳에 심는 과정을 말한다. 묘목이나 모종의 옮겨심기는 생육기간을 늘리거나 튼튼한 식물을 얻기 위해 흔히 행해진다. 큰 나무일 수록, 또 종에 따라 옮겨심는 것이 까다로워진다. 보호수의 보존을 위해 옮겨심기도 하고, 공사로 베어내야 할 나무를 활용하기 위해 옮겨심기도 한다.